# Colophon (ville)
Pour les articles homonymes, voir Colophon.
Colophon (en grec ancien Κολοφών / Kolophốn) est une cité grecque d'Ionie (Asie mineure), située au nord-ouest d'Éphèse, dont le nom a donné naissance à un terme d'imprimerie. Elle se situe entre Lébédos et Éphèse. Le nom de la ville vient du mot en grec : Kolophôn ou Κολοφών qui veut dire « au sommet ». Les ruines de l'antique cité se trouvent aujourd'hui à Castro de Ghiaour-Keui, un petit village prés d'İzmir.
Sur le territoire de la cité se trouvait l'oracle d'Apollon à Claros. Elle fut le lieu de naissance de plusieurs poètes, dont Nicandre (v.-250-v.-170), Xénophane (-v.570/-v.480) et Mimnerme (-v.660/-v.600). Selon certains auteurs, Colophon était la patrie d'Homère (Poète Grec, fin du VIIIe siècle av. J.-C.),.

## Histoire
Elle fut fondée, suivant la tradition rapportée par Pausanias, par Andraemon le Pylien, fils de Codros, dernier roi d'Athènes,, au XIe siècle av. J.-C. Avant l'arrivée des Grecs dans la région, le territoire de la cité faisait partie de l'Arzawa et était habité par des populations parlant louvite. Sur son territoire se trouvait l'oracle d'Apollon à Claros. Elle passa sous la férule des Lydiens, pendant le règne de Gygès (règne 708 - 680/670 av. J.-C.). Les invasions lydiennes forcèrent une partie de sa population à partir pour fonder la colonie de Siris, en Grande Grèce, vers 680-675 av. J.-C. Par la suite, Colophon est conquise par les Perses. La cité fut détruite après la mort d'Alexandre le Grand par le diadoque Lysimaque en 302 av. J.-C. : ses habitants furent alors chassés vers Éphèse. Après la mort de Lysimaque en 281 av. J.-C., les habitants reviennent dans la ville. Ensuite la ville est supplantée par son port, Notion, et par Claros. Notion a été surnommée « Nouvelle Colophon » (en grec ancien Νέα Κολοφών). Plus tard les deux cités sont à leur tour supplantées par Éphèse et finissent par être abandonnées à l'époque romaine.

## Noms communs
Colophon était célèbre pour son luxe. Le scholiaste de Platon, explique pour sa part que les Colophoniotes possédaient un double droit de vote à l'assemblée des cités ioniennes, pour avoir convaincu Smyrne de se joindre à elles. De la sorte, les Colophoniotes décidaient souvent de l'issue d'un suffrage incertain. Pour cette raison, le nom de la cité est devenu un nom commun signifiant « achèvement, couronnement d'une chose », ce qui donna lieu à une expression : Κολοφῶνα ἐπιτίθεναι / Kolophôna epitithenai (« ajouter un Colophoniote » pour « trancher le débat » ou « résoudre le problème »). Selon Strabon, cela s'expliquait aussi par la puissance de sa cavalerie, qui suffisait à enlever la victoire partout où elle allait.
Colophon donne aussi son nom à la colophane, résine de pin aux usages variés et au colophon, note finale d'un manuscrit ou d'un livre imprimé. En revanche, le mot « cellophane » n'a pas de lien avec Colophon : il a été créé par Jacques Brandenberger à partir de « cellulose » et de « diaphane » (translucide) pour dénommer la pellicule cellulosique.

## Personnalités
- Mopsos, devin et fondateur mythique de Colophon. Mopsos entra dans cette ville en compétition avec un autre devin, Calchas, de retour de Troie[9],[10].
- Mimnerme de Colophon, poète (mort vers -600).
- Xénophane de Colophon (mort vers -475) philosophe, poète, né à Colophon.
- Antimaque de Colophon (mort vers -400) poète et grammairien né à Claros.
- Dinon de Colophon (IVe siècle av. J.-C.) historien, père de Clitarque d'Alexandrie.
- Hermésianax de Colophon (IIIe siècle av. J.-C.) poète.
- Hermotime de Colophon, né vers -325, géomètre.
- Nicandre de Colophon (IIe siècle av. J.-C.) grammairien, poète et médecin, né à Claros.